# Vysoká seč
Vysoká seč je plochý vrchol v Krušných horách, ležící 2 km západo-severozápadně od Vykmanova a 8,5 km východně od Božího Daru. Podobně jako sousední hora Loučná byla i Vysoká seč před několika lety téměř kompletně odlesněna a nově osázena sazenicemi smrku, borovice a javoru. Díky dosud nízkému lesu je z vrcholové plošiny velmi dobrý výhled, především k jihozápadu (Meluzína) a západu (Klínovec).

## Přístup
Na vrchol nevede žádná značená ani neznačená cesta. Nejlépe přístupný je ze silnice mezi Božím Darem a Měděncem, která prochází severním úbočím. Z této silnice odbočuje na rozcestí Pod Vysokou sečí červeně značená silnička směrem na jih, ze které po 500 m odbočuje doleva (na západ) neznačená cesta, která bývá v zimě upravena pro běh na lyžích. Po zhruba 750 m dojde pod vrchol, který je asi 100 m severně. Nejvyšší bod se nachází na západním okraji zbytku smrkového lesa a je označen geodetickým bodem.